# Deutsche Tscheka

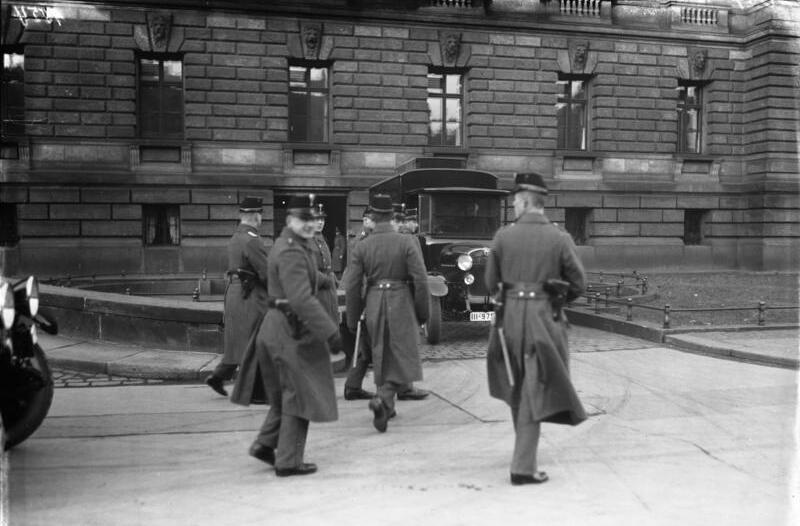
Die Angeklagten im Tscheka-Prozess werden im Februar 1925 im Auto unter schwerer Polizeibewachung zum Reichsgericht gebracht

Als Deutsche Tscheka bezeichnete die Justiz und Presse in der Zeit der Weimarer Republik eine kommunistische Untergrundorganisation, die nach dem Scheitern des Deutschen Oktobers Ende 1923 gegründet wurde und bis Herbst 1924 existiert haben soll. Ziel dieser „T-Gruppe“ („Terror-Gruppe“) war demnach, durch Verübung von terroristischen Aktionen wie Sprengstoffanschlägen und Attentaten gegen politische Gegner doch noch die deutsche Revolution auszulösen.
In den folgenden Tscheka-Prozessen gelang es der Kommunistischen Partei Deutschlands (KPD), die Distanzierung der Partei von Terrorakten glaubhaft zu machen.

## Entstehung
Nach der Anklageschrift des Anwalts beim Staatsgerichtshof in Leipzig wurde die Gruppe am 19. November 1923 durch Felix Neumann gegründet. Als Schlüsselfigur wurde jedoch der sowjetische Staatsbürger lettischer Herkunft Woldemar Rose (auch Rose-Skoblewsky genannt) angesehen. Unklar ist, ob die Gründung der Gruppe aus der KPD selbst heraus erfolgte oder auf Initiative der echten Tscheka, die zu diesem Zeitpunkt bereits in OGPU umbenannt worden war. Zur Zeit der Gründung der „T-Gruppe“ hielt sich der stellvertretende OGPU-Vorsitzende Josef Unschlicht im Sommer 1923 in Deutschland auf, um die deutsche Revolution vorzubereiten. Ob Rose-Skoblewsky aufgrund seiner Instruktionen handelte, ist bislang unklar. In einen Brief an Stalin von Rose im Jahr 1927 dokumentiert dieser die Führung der Gruppe durch sich, „unter der persönlichen Aufsicht und Leitung des Genossen Brandler“.

## Aktionen
Der einzige Mord, den das Reichsgericht Leipzig den Angeklagten nachweisen konnte, war die Tötung des Berliner Friseurs Johann Rausch, den Felix Neumann am 7. Januar 1924 in dessen Wohnung niederschoss und der am 17. März 1924 an den Folgen des Attentats starb. Rausch war verdächtigt worden, ein Spitzel zu sein.

## Die Tscheka-Prozesse

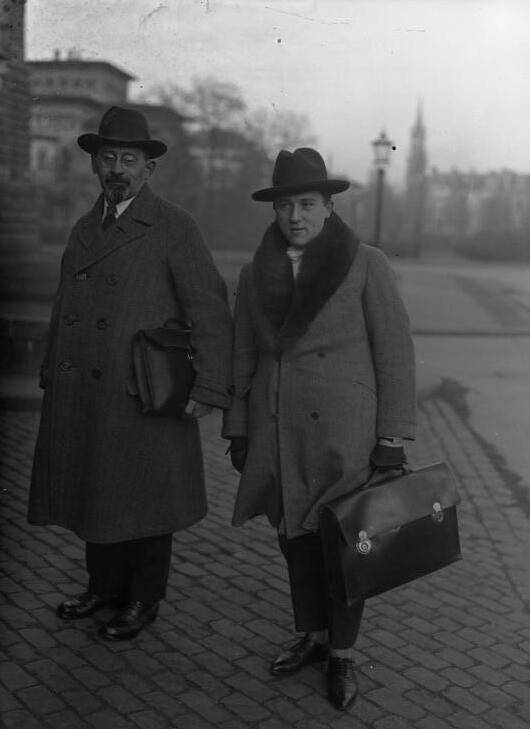
Zwei der zwölf Verteidiger, links Kurt Rosenfeld, rechts Georg Löwenthal, Februar 1925

Die beiden Tschekaprozesse 1924/25 erregten international Aufsehen und zahlreiche ausländische Zeitungen entsandten Sonderberichterstatter. Margarete Buber-Neumann zeigte sich noch in ihren Memoiren von 1967 über die Geständnisse verblüfft:

„Die Verbrechen, die dort, vor allem von Felix Neumann, einem der Hauptangeklagten, gestanden wurden, klangen so haarsträubend, daß die Presse geneigt war, den Behauptungen der kommunistischen Zeitungen Glauben zu schenken, Felix Neumann sei geisteskrank.“

Vor allem Neumanns Aussage, tödliche Bazillen an einem Kaninchen getestet zu haben, um diese als biologische Waffe einzusetzen, rief Aufsehen hervor. Drei der Angeklagten, darunter Neumann und Rose-Skoblewsky, wurden 1925 vom Gericht zum Tode verurteilt, jedoch bereits 1926 gegen mehrere in der Sowjetunion unter Spionageverdacht verhaftete und zu langen Freiheitsstrafen verurteilte deutsche Studenten ausgetauscht, siehe Kindermann-Wolscht-Affäre.
Obwohl vor allem Reichswehrminister Otto Geßler gegen diesen Austausch war, da er darin eine Untergrabung der Autorität der Justiz sah, begrüßte offenbar die Reichswehrführung einschließlich des früheren potentiellen Opfers General Hans von Seeckt diese diplomatische Lösung. Hintergrund dieses Vorgehens war die geheime Zusammenarbeit der Reichswehr und der Roten Armee nicht zu gefährden oder zu intensivieren, da die Reichswehr auf die Übungsmöglichkeiten für Panzer, Flugzeuge und Giftgas in der Sowjetunion angewiesen war.
Die terroristische Komponente der KPD-Militärarbeit schien mit den Tscheka-Prozessen ihren Abschluss gefunden zu haben. Dies ist möglicherweise auch auf die veränderte Situation in der UdSSR selbst zurückzuführen. Durch die Durchsetzung der Position von Stalin, der weitere Revolutionsversuche im Ausland für irreal hielt und als reinen Putschismus ansah, gerieten die Vertreter des revolutionären Kurses um Leo Trotzki in die Defensive.
Rose-Skoblewsky war in den 1930er Jahren Divisionskommandeur (DivKom) der Roten Armee. Er wurde im Rahmen der Tschistka verhaftet und am 20. Januar 1939 an einem offensichtlich namentlich nicht bekannten Ort hingerichtet. 1956 erfolgte im Rahmen der Entstalinisierung nach dem XX. Parteitag der KPdSU seine Rehabilitierung.

## Epilog
Die Reichsanwaltschaft beabsichtigte nach den Erkenntnissen des Tscheka-Prozess' ebenso eine Anklage gegen die Parteiführung der KPD als „Zentrale-Prozeß“ bzw. „Prozeß gegen die neue Zentrale [der KPD]“ voranzubringen. Die Anklageschrift enthielt den Vorwurf des „gewaltsamen Umsturz[es] mit dem Ziele der Einführung der Diktatur des Proletariats durch die Einrichtung der Räterepublik nach russischem Muster“.
Die vierjährige Vorermittlungen wurden am 13. Juli 1928 durch eine im Reichstag beschlossene Reichsamnestie für Straftaten, „die aus politischen Beweggründen begangen worden sind“,  beendet. Die Amnestie hatte zum Ziel nach den ersten fünf unruhigen Jahren der Weimarer Republik einen gewissen Grad an Normalität zu erreichen, um sich auf die wirtschaftliche und politische Stabilisierung der Republik konzentrieren zu können.

## Rezeption

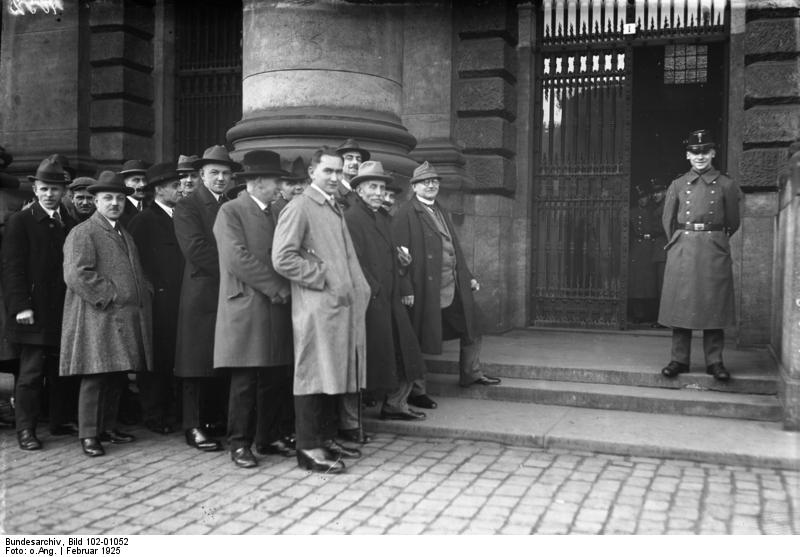
Andrang des Publikums vor dem Eingang des Reichsgerichtes zu dem Tscheka-Prozess, Februar 1925

Die liberale Berliner Vossische Zeitung hatte zum zweiten Prozess vom Februar bis April 1925 den Sonderberichterstatter Rudolf Brandt nach Leipzig entsandt. Dieser kommentierte das Urteil in seinem Artikel Der Leipziger Monstre-Prozeß vom 24. April 1925 folgendermaßen:

„Die Mahnung des Anklagevertreters, der Gerichtshof möge sich ‚nichts vormachen‘ lassen, ist überflüssig gewesen. Denn die KPD-Anwälte – und bei denen lag naturgemäß der Schwerpunkt der Verteidigung – haben bei ihren Bemühungen, die Partei als solche weiß zu waschen, der Gutgläubigkeit des Staatsgerichtshofes allzu viel zugemutet. Auch diejenigen, die sich gegen das Beweismaterial der Reichsanwaltschaft bis an die Zähne mit Skepsis gewappnet hatten, mußten aus den Ergebnissen der Beweisaufnahme die Ueberzeugung gewinnen, daß die Kommunistische Partei Deutschlands im Spätjahr 1923 willens gewesen ist, Deutschland gewaltsam mit den Segnungen einer bolschewistischen Herrschaft zu beglücken. Es war selbstverständlich ein etwas anfechtbarer Regiestreich, wenn als letzter der langen Zeugenreihe just der Untersuchungsrichter Landgerichtsdirektor Vogt erschien und außer dem, was er unmittelbar zum Verhandlungsgegenstande zu bekunden hatte, auch noch Material aus anderen Verfahren vor dem Gerichtshof ausbreitete. Es kann aber nicht bestritten werden, daß durch dieses Verfahren der Gesamtkomplex des kommunistischen Treibens eine Aufbesserung erfahren hat, die man unter politischen und moralischen Gesichtspunkten begrüßen muß. Angesichts der Aufschlüsse, die man da empfing, wirkte es wahrhaft grotesk, wenn die KPD-Verteidigung immer wieder versuchte, die Kommunistische Partei Deutschlands zu einer bis in den Tod getreuen Schweizergarde der demokratischen Republik umzuschminken und schlechthin alles, was der Partei nachgewiesen wurde, unter der Rubrik ‚Abwehr des Faschismus‘ zu schieben. Es bleibt schon dabei: Die KPD hat im Herbst 1923 nicht etwa aus Besorgnis um die deutsche Republik gegen den organisierten Rechtsradikalismus das Prävenite spielen wolle, sondern ganz einfach deshalb, weil sie damals unsere ganze Staatsordnung über den Haufen zu rennen hoffte“

Egon Erwin Kisch sah den Prozessverlauf anders:

„Diener ist ein Spitzel, König ist ein Spitzel, Poege wird in der Haft zum Spitzeldienst gepresst (…) Spitzel, Spitzel, nichts als Spitzel, rechte Tschekisten.(..) Die Stimmung ist explosiv, und die Nervosität entlädt sich in rein formalistischen Anträgen der gereizten Verteidiger und ihrer Ablehnung durch den gereizten Vorsitzenden [Niedner]. (…) [D]er Prozess begann im Zeichen einer Cause célèbre mit einer dem Hauptangeklagten tagelang vorgetragenen, wirkungsvollen Anklageschrift. Und dann? Seither erfuhr man nichts Neues, nur Zweifel, Abschwächungen und Unrichtigkeiten. Von einer Gefährdung des Staates, von seiner Rettung im letzten Moment ist nicht mehr die Rede.(…) Es gibt leider ein Mittel, um den Sensationsprozess nicht als Blamage enden zu lassen, das Mittel, das bei jedem Sensationsprozess politischer Art um so sicherer angewendet zu werden pflegt, je unsicherer die Beweise sind: das höchste Strafmaß gegen die Angeklagten. (…) Sie sind vielleicht die Opfer politischer Verschwörerromantik, gewiss aber sind sie noch mehr Opfer des Spitzeltums und der Sensation und vor allem eines Rechtsrechtes, das sie verurteilt, um mit ihrer Verurteilung die Begründung für neue Prozesse und neue Verurteilungen zu schaffen.“

Die Weltbühne schrieb:

„Indes — wie das Urteil auch ausfallen mag; in diesem Prozeß, neben dem der gegen Fechenbach als Musterbeispiel eines objektiven und korrekten Verfahrens erscheint, kommt es auf das Urteil gar nicht an. Denn welcher Wahrspruch auch immer das Ergebnis dieser Verhandlung sein wird; er wird ihrer würdig, nämlich skandalös sein. Oder wie soll man sonst einen Prozeß nennen, in dem jeder Beweisantrag der Verteidigung abgelehnt, jeder Entlastungszeuge grundsätzlich als wertlos bezeichnet wurde, und in dem man einen Verteidiger mit Polizeigewalt an der Ausübung seines Amtes hinderte? In der Rechtsgeschichte der gesamten zivilisierten Welt hat der Tscheka-Prozeß nicht seinesgleichen.“

Die Prozesse wurden auch von Seiten der damaligen Staatsschutzbehörden, vor allem dem Reichskommissar für Überwachung der öffentlichen Ordnung, beobachtet und protokolliert. So existiert eine gut hundertseitige Dokumentation Der Tscheka-Prozeß, die z. B. im Niedersächsischen Staatsarchiv Oldenburg in den Aktenbeständen des Reichskommissars erhalten geblieben ist. Es ist aber auch anzunehmen, dass über die Prozesse vom Reichskommissar schon während ihres Verlaufs ausführlich an die Polizeibehörden der Bundesstaaten berichtet wurde; diese Berichte wurden sämtlich 1979 von Ernst Ritter im Auftrag des Bundesarchivs Koblenz auf Mikrofiche ediert und stehen heute in zahlreichen öffentlichen Bibliotheken zur Einsicht zur Verfügung.
1931 erschien im sozialdemokratischen Dietz-Verlag in Berlin das Werk von Walter Zeutschel: Im Dienst der kommunistischen Terror-Organisation (Tscheka-Arbeit in Deutschland). Nach eigenen Angaben war der Autor Mitglied einer Tscheka-Sektion in Mecklenburg gewesen. Ob es sich bei dem Buch um eine authentische Quelle handelt, ist unklar; möglich ist auch, dass persönliche Erlebnisse mit Presseberichten vermischt wurden. Der Verlag selbst warnte mit dem Buch vor einer neuen kommunistischen Terrorwelle, die 1931 mit dem Doppelmord am Bülow-Platz in Berlin, an dem  Erich Mielke beteiligt war, einen vorläufigen Höhepunkt gefunden hatte.